# CIE-10-PCS
CIE-10-PCS, acrónimo de Sistema de Codificación de Procedimientos anexo a la Codificación Internacional de enfermedades, 10ª edición  o en inglés International Classification of Diseases 10th Revision Procedure Classification System, es un sistema de clasificación propuesto por los Centers for Medicare and Medicaid Service (CMS) de los Estados Unidos como anexo a la CIE-10, que estipula reglas de codificación especializadas para todos los procedimientos relacionados con la salud, usando un código alfanumérico de siete caracteres que provee una clave única para cada uno de ellos. El sistema estuvo en una fase de desarrollo durante más de cinco años y comenzó a utilizarse en 1998.
Reemplaza el volumen 3 de la CIE-9-MC.
En España, ICD-10-PCS será la clasificación de referencia para la codificación de procedimientos en Atención Especializada (Hospitales) a partir del 1 de enero de 2016. El Ministerio de Sanidad, Servicios Sociales e Igualdad ha traducido la ICD-10-PCS junto con la ICD-10-CM (Modificación Clínica de la CIE-10) elaborada por el Centro Nacional de Estadísticas de Salud de los Estados Unidos integrando ambas clasificaciones la denominada CIE-10-ES. La plataforma de consulta eCIEmaps contiene un navegador tanto de ambas clasificaciones así como de sus correspondencias GEM (General Equivalence Mapping) con la CIE-9-MC.

## Atributos
Los atributos generales del ICD-10-PCS son:
- Completo: Existirá un código único para cada uno de los procedimientos que son considerablemente diferentes, a diferencia de la versión 9, en la cual algunos procedimientos podrían tener asignado el mismo código.
- Expandible: La codificación de nuevos procedimientos está garantizada, al igual que lo está la codificación única.
- Multiaxial: Los códigos constan de caracteres independientes entre sí, por lo cual cada componente individual mantiene su significado.
- Terminología estandarizada: El ICD-10-PCS puede incluir definiciones de la terminología usada, y no podrá asignar múltiples significados a un mismo término.

## Principios
- La información de diagnóstico no se incluye en la descripción del procedimiento.
- Todos los componentes del procedimiento deben especificarse.
- Uso limitado de la opción "De uso limitado" o "No clasificado en otro lugar".
- Alto nivel de especificidad: Todas las variaciones existentes de un procedimiento raíz pueden clasificarse y describirse para convertirse en nuevos procedimientos.

## Codificación
El ICD-10-PCS tiene una codificación compuesta por siete caracteres alfanuméricos. Así, cada carácter puede ser un número del 1 al 9, o bien una letra de la A a la Z (con excepción de la I y la O, para evitar confusiones con los dígitos 0 y 1), lo que da 34 posibles valores. Cada valor representa una opción específica dentro de la definición general del carácter.
Los procedimientos se dividen en secciones que identifican el tipo general de procedimiento. El primer carácter del código de procedimiento especifica dicha sección.

### Secciones
- 0 Medicina y Cirugía
- 1 Obstetricia
- 2 Hospitalización
- 3 Traslado y administración de pacientes
- 4 Mediciones y monitoreo
- 5 Asistencia externa y desempeño
- 6 Terapia
- 7 Osteopatología
- 8 Diversos
- 9 Quiropráctica
- B Imagenología
- C Medicina nuclear
- D Radiación oncológica
- F Rehabilitación física y audiología diagnóstica
- G Salud mental
- H Tratamiento por abuso de sustancias

Los demás caracteres significan la misma cosa dentro de cada sección, pero podrían tener un significado distinto en otra sección.

### Acerca de los caracteres
En orden de izquierda a derecha, cada carácter representa:
1. Sección (descritas anteriormente)
2. Sistema del cuerpo
3. Procedimiento esencial
4. Parte del cuerpo
5. Estrategia
6. Dispositivo
7. Calificador

### Sistemas del cuerpo
- 0 Sistema Nervioso Central
- 1 Sistema Nervioso Periférico
- 2 Corazón
- 3 Arterias superiores
- 4 Arterias inferiores
- 5 Venas superiores
- 6 Venas inferiores
- 7 Sistema linfático y sistema hemático
- 8 Ojo
- 9 Oído, nariz
- B Sistema respiratorio
- C Boca y garganta
- D Sistema gastrointestinal
- F Sistema hepático y páncreas
- G Sistema endocrino
- H Piel
- J Tejido subcutáneo
- K Músculos
- L Tendones
- M Ligamentos, membrana sinovial
- N Cabeza y huesos faciales
- P Huesos superiores
- Q Huesos inferiores
- R Articulaciones superiores
- S Articulaciones inferiores
- T Sistema urinario
- U Sistema reproductor femenino
- V Sistema reproductor masculino
- W Regiones anatómicas, general
- X Regiones anatómicas, extremidades superiores
- Regiones anatómicas, extremidades inferiores

### Códigos
- ICD-10 en línea (sitio oficial de la OMS)

### Compilación de la Clasificación Única de Procedimientos en Salud - CUPS
- Ministerio de la Protección Social - República de Colombia (enlace roto disponible en Internet Archive; véase el historial, la primera versión y la última).

### Conversiones entre codificación ICD-9-CM-A e ICD-10-AM
- Hojas de cálculo Excel con conversiones de ICD-10-AM a ICD-9-CM-A y viceversa en www.nzhis.govt.nz (Carolina)

- Datos: Q9006342